# Солодка лаванда
Солодка лаванда (англ. Sweet Lavender) — американська драма режисера Пола Пауелла 1920 року.

## У ролях
- Мері Майлз Мінтер — Лаванда
- Сільвія Ештон — Дотті Дріско
- Дж. Дюмон — містер Дріск
- Старк Паттесон — Біллі Дріско
- Мілтон Сіллс — Горацій Барн
- Гарольд Гудвін — Клем Гейл
- Джейн Кеклі — Рут Гольт
- Теодор Робертс — професор Феніл
- Флора Холлістер — Мінні
- Лаура Енсон